# Свободне (Гур'євський міський округ)
Свободне (рос. Свободное) — селище Гур'євського міського округу, Калінінградської області Росії. Входить до складу Кутузовського сільського поселення.
Населення —  66 осіб (2015 рік). 

## Населення
| 2002 | 2010 |
| ---- | ---- |
| 68   | ↘66  |